# Jon Sass

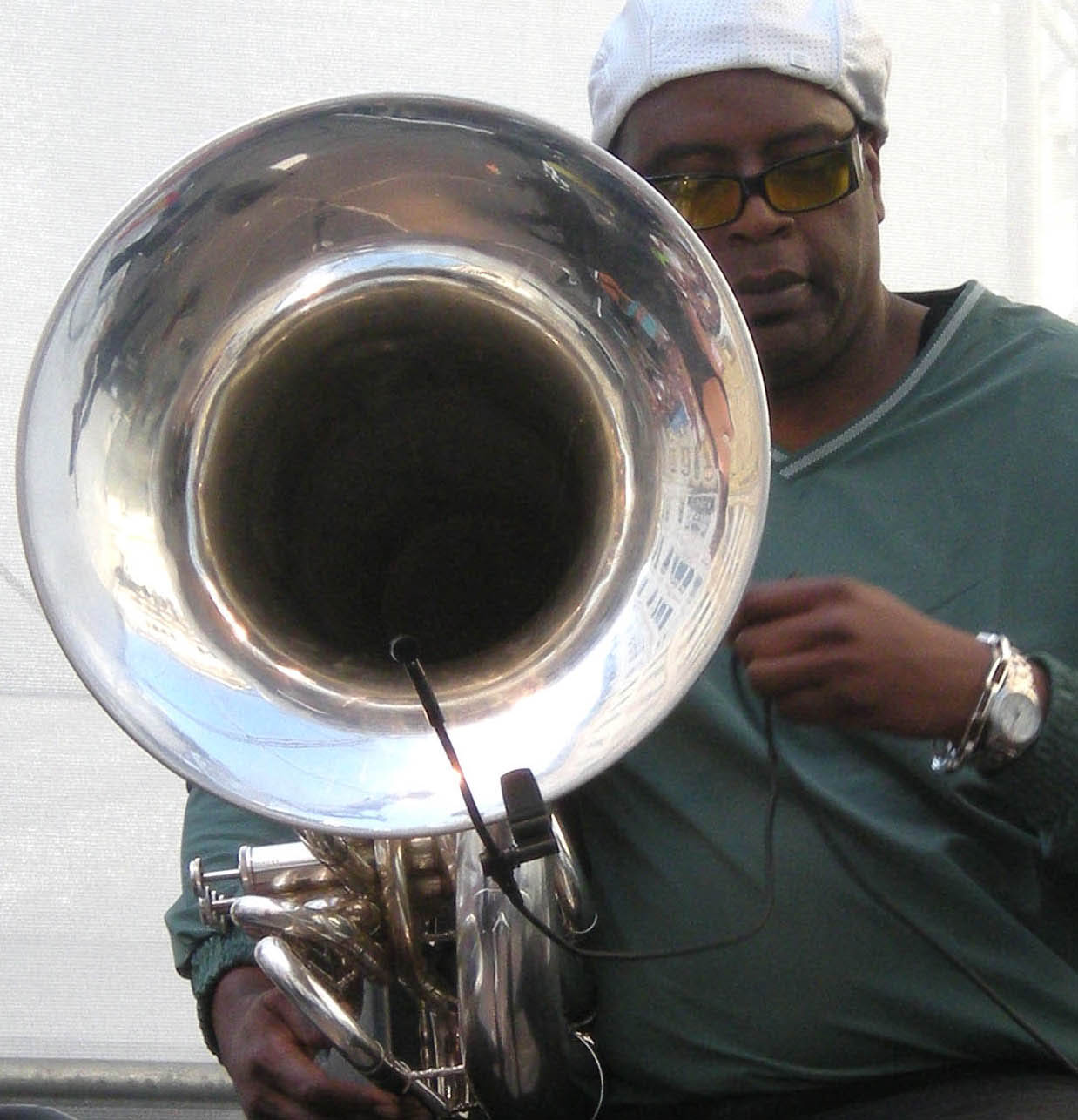
Jon Sass, Wien 2009

Jonathan „Jon“ Sass (* 1961 in New York City) ist ein US-amerikanischer Tubist, zurzeit in Wien sesshaft.

## Biografie
Ab seinem 14. Lebensjahr studierte Sass Tuba bei Samuel Pilafian. Seitdem ist er als Tubist in verschiedenen musikalischen Stilrichtungen wie Jazz, Blues und Klassik beheimatet. Bekannt wurde er unter anderem durch seine Zusammenarbeit mit Künstlern und Ensembles wie Hans Theessink und seiner Blue Groove Band, dem Vienna Art Orchestra, Heavy Tuba, Art of Brass Vienna, Erika Stucky, Fatima Spar und anderen. 2005 brachte er sein Debütalbum Sassified heraus.
Seit 2018 ist er Lektor am Institut für Popularmusik an der Universität für Musik und darstellende Kunst in Wien und unterricht Basstuba sowie Ensemble Popularmusik.

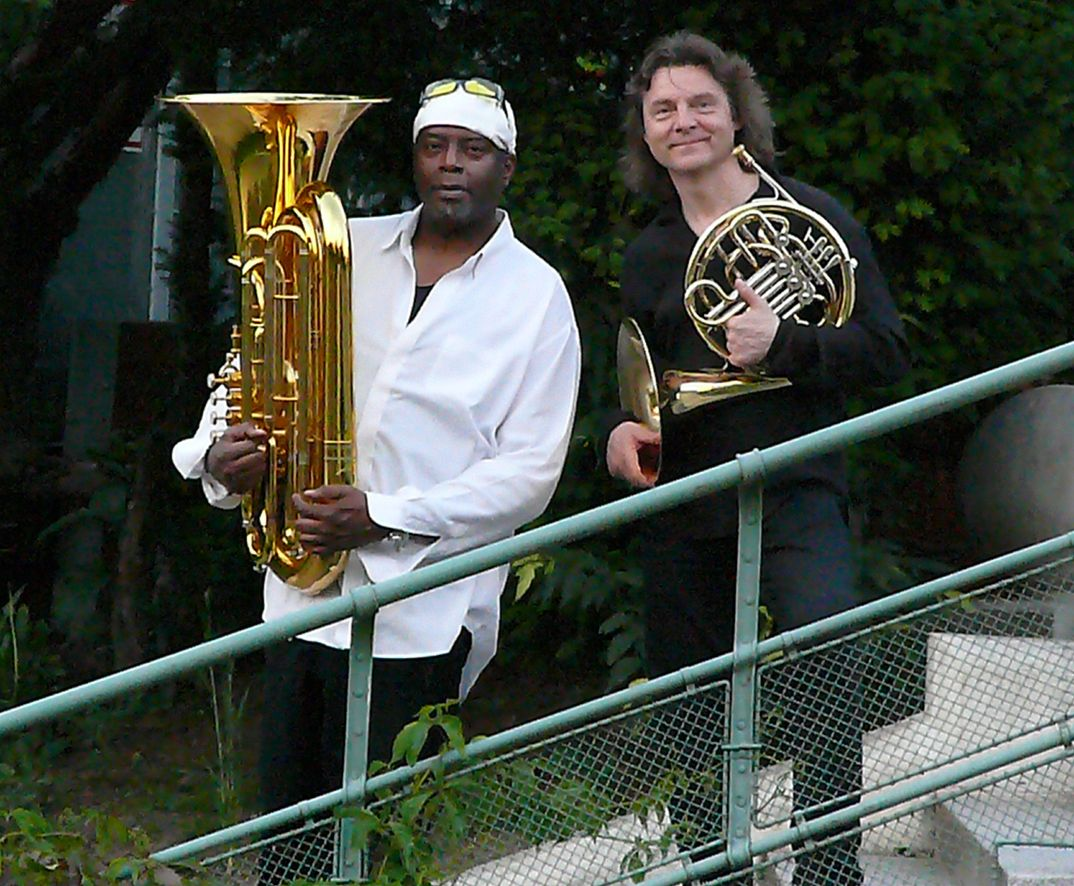
Jon Sass mit Arkady Shilkloper (2016)

## Diskographie
- 2017 Jon Sass' Souluba Band: Breeze of Life feat. Jonny Sass (ATS-Records 0888)
- 2005 Sassified (ATS-Records ATS 582)
- 2003 Jon Sass & Heavy Tuba: Pictures at an Exhibition (ATS-Records ATS 560)
- 2000 Jon Sass & Heavy Tuba: At Montreux Jazz Festival (ATS-Records ATS 521)
- 1999 Art of Brass Vienna: Miles, Monk & More (ORF-CD 219)
- 1999 Art of Brass Vienna: Strauss & Co (ORF-CD 186)
- 1997 Jon Sass & Heavy Tuba: Sagenhaft (ATS-Records ATS 490)
- 1996 Art of Brass Vienna: wanted: alice (ATMU CD 96003)
- 1994 Jon Sass & Heavy Tuba: Faces (ATS-Records ATS 450)
- 1994 Art of Brass Vienna Plays Classics for Brass (ATMU CD 94003)
- 1994 Art of Brass Vienna: That's Brass! (ATMU CD 94002)